# All-American Hockey League
La All-American Hockey League (abbreviata in AAHL) è stata una lega semiprofessionistica di hockey su ghiaccio statunitense attiva tra il 1986 e il 1989.

## Storia
La lega nacque dopo la dissoluzione della Continental Hockey League nel 1986. Tre delle cinque squadre che presero parte alla prima edizione, infatti, provenivano dalla CnHL (Troy Sabres, Dayton Jets), oppure erano squadre eredi dirette di compagini CnHL (Danville Fighting Saints, eredi dei Danville Dashers).
La lega crebbe da 5 a 8 squadre nella sua seconda stagione, ma tre (Carolina Thunderbirds, Johnstown Chiefs e i campioni in carica dei Virginia Lancers) abbandonarono la AAHL per passare alla neonata ECHL. Per quella che sarebbe stata l'ultima stagione della lega le squadre tornarono dunque ad essere 5.

## Albo d'oro
| Stagione  | Vincitore stagione regolare | Vincitore play-off       |
| --------- | --------------------------- | ------------------------ |
| 1986-1987 | Danville Fighting Saints    | Danville Fighting Saints |
| 1987-1988 | Virginia Lancers            | Carolina Thunderbirds    |
| 1988-1989 | Miami Valley Sabres         | Miami Valley Sabres      |